# ان بي او ساتورن
ان بي او ساتورن (بالروسية:НПО Сатурн) (بالإنجليزية: NPO Saturn)‏, هي شركة روسية مصنعة لمحركات الطائرات، تشكلت من اندماج رايبنسك (Rybinsk) والتي يقع مقرها في بلدة رايبنسك و يعود تأسيسها إلي “بافل ألكسندروفيتش سولوفييف” و ليولكا، بعد رحيل ميخالوفيتش ليولكا.
زودت ساتورن العديد من طائرات دول الكتلة الشرقية السابقة بالمحركات الدافعة، ومن تلك الطائرات، طائرة توبوليف تو-154. وتمتلك ساتورن حصة 50٪ في مشروع بور جت (PowerJet) وهو مشروع مشترك مع سنيكما الفرنسية.

## منتجات

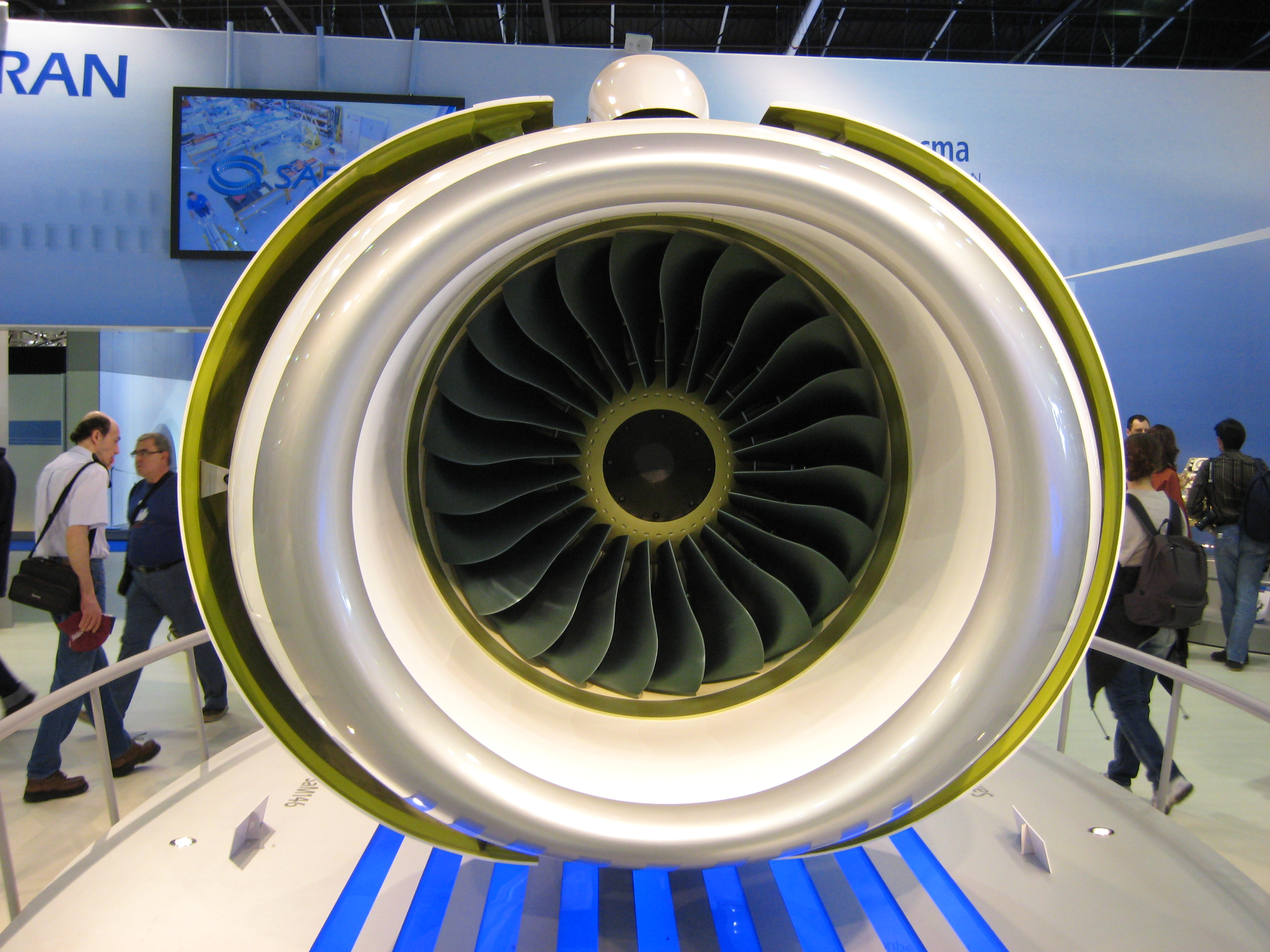
محرك بور جت سام146 في معرض باريس الجوي 2007

### المحركات التوربينية النفاثة (Turbojets)
- محرك إيه.إل-7 (AL-7).
- محرك إيه.إل-21 (AL-21).
- محرك إيه.إل-23 (AL-32)

### المحركات العنفية المروحية(Turbofans)
- محرك AL-3
- محرك AL-41
- محرك 36MT، وضعت ل KH-59M عائلة من الصواريخ التكتيكية التي تطلق من الجو [2]
- محرك سام146 (SaM146) من إنتاج بور جت و (50/50 مع سنيكما)

## وصلات خارجية
- الموقع الرسمي